# Saligram
Saligram è una città dell'India di 14.959 abitanti, situata nel distretto di Udupi, nello stato federato del Karnataka. In base al numero di abitanti la città rientra nella classe IV (da 10.000 a 19.999 persone).

## Geografia fisica
La città è situata a 12° 33' 43 N e 76° 15' 43 E e ha un'altitudine di 791 m s.l.m..

## Società

### Evoluzione demografica
Al censimento del 2001 la popolazione di Saligram assommava a 14.959 persone, delle quali 6.983 maschi e 7.976 femmine. I bambini di età inferiore o uguale ai sei anni assommavano a 1.369, dei quali 681 maschi e 688 femmine. Infine, coloro che erano in grado di saper almeno leggere e scrivere erano 11.095, dei quali 5.649 maschi e 5.446 femmine.